# Amedeo Minghi
Amedeo Minghi (Roma, 12 de agosto de 1947) é um cantor e compositor italiano. Ele já compôs canções para Andrea Bocelli, Anna Oxa, Gianni Morandi, Marcella Bella, Mia Martini, Mietta e Rossana Casale. No Brasil e nos Estados Unidos, ele é mais conhecido pela canção "Cantare è d'amore" que foi tema da telenovela Anjo Mau de 1997 e do longa-metragem da Disney, Tarzan de 1999. Minghi compôs também "Un uomo venuto da lontano" (Um homem vindo de longe), em homenagem ao Papa João Paulo II.

## Discografia
- Amedeo Minghi (1973)
- Minghi (1980)
- 1950 (1983)
- Quando l'estate verrà (1984)
- Cuori di pace (1986)
- Serenata (1987)
- Le nuvole e la rosa (1988)
- La vita mia (1989)
- Amedeo Minghi in concerto (1990)
- Nene (1991)
- Fantaghiro (Soundtrack) (1991)
- I ricordi del cuore (1992)
- Dallo stadio Olimpico (Live) (1993)
- Come due soli in cielo (1994)
- Come due soli in cielo "Il racconto (Live) (1995)
- Cantare è d'Amore (1997)
- Il fantastico mondo di Amedeo Minghi (Soundtrack) (1996)
- Decenni (1998)
- Minghi Studio Collection (1999)
- Minghi Studio Collection (Edizione sanremese) (2000)
- Anita (2000)
- L'altra faccia della luna(2002)
- L'altra faccia della luna (Edizione sanremese) (2005)
- Su di me (2005)
- Sotto L'Ombrellone (con Lino Banfi) (2005)
- The Platinum collection (2006)
- 40 anni di me con voi (2008)